# Tolteker
Toltekerne var et ældgammelt indiansk folk, som dominerede meget af det centrale Mexico mellem det 10. og 12. århundrede e.kr. Deres sprog, nahuatl, blev også talt af aztekerne.
Som et militaristisk folk, kan de have plyndret byen Teotihuacan (ca. 750). Toltekerne sammensmeltede de mange små stater i det centrale Mexico, til et rige regeret fra deres hovedstad, Tulum (også kendt som Tolán), nu Tula, Mexico. De var dygtige tempelbyggere. Deres indflydelse spredte sig over meget af Mesoamerika i den postklassiske epoke.
Toltekisk indflydelse på maya-civilisationen i Yucatán-halvøen er betydelig og især tydelig i byen Chichen Itzá.
Toltekerne (eller, som nogle siger, en fiktiv udgave af dem) er blevet gjort berømte i de sidste årtier af forfatteren Carlos Castaneda.